# Chú khủng long tốt bụng
Chú khủng long tốt bụng (The Good Dinosaur) là một bộ phim hoạt hình máy tính 3D hài hước Mỹ do Pixar Animation Studios sản xuất và phát hành bởi Walt Disney Pictures. Bộ phim sẽ được phát hành vào ngày 25 tháng 11 năm 2015. Đây là phim hoạt hình dài thứ 16 của Pixar. Bob Peterson lên ý tưởng cho câu chuyện và chỉ đạo The Good Dinosaur cho tới khi ông rời khỏi đoàn làm phim vào tháng 8 năm 2013. Ngày 21 tháng 10 năm 2014, Peter Sohn (người trước đó là đồng đạo diễn) được thông báo sẽ là đạo diễn mới. Bộ phim này đánh dấu lần đầu tiên Pixar phát hành 2 phim trong cùng một năm.

## Cốt truyện
Trong một thế giới mà trái đất không bị va chạm bởi thiên thạch và loài khủng long chưa bị tuyệt chủng, chú khủng long có 1 chi là thằn lằn có tên là Arlo bị mất bố trong một tai nạn nước lũ. Một ngày, Arlo rơi xuống một con sông và bị đánh ngất bởi một hòn đá. Khi tỉnh dậy, cậu thấy mình đang ở cách nhà rất xa. Trong khi cố gắng tìm đường trở về nhà tại Clawed-Tooth Mountains, cậu trở thành bạn với một người thượng cổ tên là Spot.

## Diễn viên lồng tiếng
- Raymond Ochoa vai Arlo, khủng long trẻ nhất trong gia đình Apatosaurus[10]
- Jack Bright vai Spot, vai cậu bé người thượng cổ[10][11]
- Jeffrey Wright vai Poppa Henry, khủng long bố trong gia đình Apatosaurus[10][11]
- Frances McDormand vai Momma Ida, khủng long mẹ trong gia đình Apatosaurus[10][11]
- Marcus Scribner vai Buck, anh trai của Arlo[10]
- Steve Zahn vai Thunderclap, khủng long Pterodactylus[10]
- Sam Elliott vai Butch, khủng long bạo chúa[10]
- A. J. Buckley vai Nash, con trai của Butch[10][11]
- Anna Paquin vai Ramsey, con gái của Butch[10][11]

## Sản xuất
Khi một đoạn phim quảng cáo cho Vút bay có tên là Up: B-roll 1 được phát hành vào năm 2009, nhiều người hâm mộ đã để ý 4 bức ảnh nổi bật trên tường phòng làm việc của nhà điêu khắc Greg Dykstra. Bức ảnh trên cùng là tượng đất sét một con khủng long chân thằn lằn cùng với một cậu bé đứng bên cạnh. Bên dưới là hai hình ảnh chụp bức tượng đất sét một cậu bé. Bức hình thứ 4, tuy không thực sự rõ ràng, là tranh vẽ một con khủng long chân thằn lằn. Do Vút bay được ra mắt vào tháng 5 năm đó, quá trình phát triển bộ phim có thể đã được bắt đầu từ đầu năm 2009. Vào tháng 6 năm 2011, bộ phim được thông báo sẽ được phát hành vào 27 tháng 11 năm 2013.. Không lâu sau đó, nội dung, đạo diễn và đồng đạo diễn, nhà sản xuất và một số thông tin nhỏ khác được công bố tại D23 Expo vào 20 tháng 8 năm 2011. Bob Peterson và John Walker đã đặt một cái tên hài hước cho bộ phim là Bộ phim không có tên của Pixar nói về khủng long và thậm chí đã tạo ra một logo cho tựa đề này. Vào 24 tháng 4 năm 2012, Pixar thông báo tựa đề của bộ phim là The Good Dinosaur.
John Lasseter đã cung cấp một số thông tin chi tiết hơn về nội dung phim: " Các nhân vật mang màu sắc hoạt hình nhưng vẫn là khủng long; chúng không đi lại với quần áo hay những thứ tương tự như thế, chúng vẫn là những con khủng long. Chúng tôi tập trung vào loài ăn thực vật chứ không phải loài ăn thịt... Xã hội của chúng trở nên giống hơn với xã hội nông nghiệp, có nghĩa là những người nông dân. Những con khủng long trở thành những người nông dân. Đó là một câu chuyện vui về một con đường cụ thể trong cuộc sống nơi mà một chú khủng long trẻ tuổi gặp vấn đề trong việc hòa nhập và kết thúc bằng việc tiếp tục tìm kiếm câu trả lời. Cậu ta phạm phải sai lầm và cần phải sửa chữa mọi thứ bằng cách đi tìm lời giải cho chính mình. Trong quá trình đó cậu ấy gặp một nhân vật cũng bị cô lập trong xã hội của cậu. Hai người họ tạo nên mối liên kết ấy và nó trở thành một câu chuyện độc nhất... Các nhà làm phim muốn khám phá thứ mà khủng long đại diện ngày nay và cách thể hiện chúng mang định kiến như thế nào. Bob Peterson phát biểu: "Đây là lúc để làm một bộ phim giúp bạn tìm hiểu về loài khủng long, làm một con khủng long là như thế nào và làm bạn với chúng." Peterson nói cảm hứng của bộ phim đến từ một buổi tham quan triển lãm thế giới tại New York năm 1964 khi ông còn nhỏ, nơi mà ông đã bị ấn tượng bởi một số con khủng long máy. Với tiêu đề của bộ phim, Peter Sohn cho biết "Tiêu đề tưởng chừng như đơn giản. Nó chứa đựng nhiều ý nghĩa hơn thế."
Ngày 22 tháng 12 năm 2011, Disney thông báo ngày phát hành cho các bộ phim mới của hãng. Bộ phim Frozen được ra mắt vào ngày 27 tháng 11 năm 2013 dẫn đến việc rất nhiều người tin rằng Bộ phim không có tên của Pixar nói về khủng long, ban đầu được lên kế hoạch phát hành vào ngày này, đã được đổi tên thành Frozen. Mặc dù vậy, Peter Sciretta của trang blog /Film đã xác nhận với Disney rằng Frozen không phải là một bộ phim của Pixar. Ngoài ra, Bleeding Cool đưa ra những thông tin, sau đó được khẳng định là đúng, rằng Frozen là phim hoạt hình được chuyển thể từ truyện Bà chúa tuyết được làm bởi Walt Disney Animation Studios. Sau đó, Pixar thông báo rằng The Good Dinosaur sẽ được phát hành vào 30 tháng 5 năm 2014. Vào ngày 9 tháng 8 năm 2013, tại D23 Expo, Lucas Neff, John Lithgow, Frances McDormand, Neil Patrick Harris, Judy Greer và Bill Hader được thông báo sẽ tham gia lồng tiếng cho bộ phim.
Mùa hè năm 2013, đạo diễn và nhà sản xuất đã bị loại ra khỏi bộ phim do gặp các vấn đề trong xử lý cốt truyện. Peterson, người không thể giải quyết được trường đoạn thứ 3 trong bộ phim, đã vắng mặt trong D23 Expo, nơi mà Sohn và nhà sản xuất Denise Ream đại diện cho bộ phim. Edwin Catmull, chủ tịch của Pixar, giải thích về sự thay đổi: "Tất cả các đạo diễn tham gia rất sâu vào bộ phim của họ. Đôi khi bạn chỉ cần một cái nhìn mới để thấy được ý tưởng. Đôi khi đạo diễn...gắn quá chặt với những ý tưởng của họ khiến cho cần phải có người khác để kết thúc nó." Peterson chuyển sang một dự án mới mà ông đang phát triển ở Pixar, trong khi Ream thay thế Walker, người rời đi để làm việc trong bộ phim Thế giới bí ẩn. John Lasseter, Lee Unkrich, Mark Andrews, và Sohn tạm thời tham gia vào việc thực hiện nhiều công đoạn khác nhau của bộ phim. Tháng 9 năm 2013, The Good Dinosaur bị dời lịch công chiếu từ 30 tháng 5 năm 2014 sang 25 tháng 11 năm 2015 (lịch dự kiến cho bộ phim Finding Dory) để cho bộ phim thêm chút thời gian. Tháng 11 năm 2013, do sự trì hoãn này, Pixar đã sa thải 67 nhân viên, sau khi đã đóng cửa Pixar Canada và xa thải 80 nhân viên tại đây một tháng trước đó. Tháng 8 năm 2014, John Lithgow tiết lộ trong một phỏng vấn rằng bộ phim đã bị thay đổi và làm lại hoàn toàn và ông đang chờ để thu âm lại vai của mình vào tháng tới trong khi đề cập đến việc Frances McDormand vẫn là một phần của bộ phim. Tháng 11 năm 2014, thông tin cho biết ý tưởng khủng long được mô tả như những người nông dân đã bị loại bỏ đồng thời thêm vào các yếu tố mới, như việc thiên nhiên được coi là một trong những nhân vật phản diện của bộ phim.
Tháng 6 năm 2015, Disney chính thức thông báo dàn diễn viên lồng tiếng đã được thay đổi cho bộ phim. Vào thời điểm đó, Disney không nói rõ tại sao lại có sự thay đổi, chỉ giải thích rằng các sản phẩm trước đó như Câu chuyên đồ chơi và Chú chuột đầu bếp có những vấn đề tương tự trong việc sản xuất làm phát sinh các thay đổi. Trong dàn diễn viên ban đầu, chỉ có Frances McDormand giữ được vai diễn của mình trong bộ phim; Lucas Neff được thay thế bpỉ Raymond Ochoa và John Lithgow được thay thế bởi Jeffrey Wright. Ba người anh chị em của Arlo, được lồng tiếng bởi Neil Patrick Harris, Bill Hader và Judy Greer, bị cắt khỏi bộ phim và thay thế bởi người anh trai duy nhất, Buck, lồng tiếng bởi Marcus Scribner. Về việc thay đổi dàn diễn viên, Sohn cho biết "Chúng tôi may mắn được làm việc với những con người rất đáng kinh ngạc trong quá trình sản xuất và câu chuyện của chúng tôi sau cùng đã đưa chúng tôi đến với đội ngũ tuyệt vời và tài năng này." Trong một phỏng vấn với Yahoo Movies UK, Sohn giải thích "Tất cả là việc tìm kiếm một Arlo trẻ hơn, thực chất là tìm một cậu bé [để đóng vai Arlo], nhờ đó chúng tôi có thể chạm tới ý tưởng về việc cậu bé lớn lên và trở thành một người đàn ông. Diễn viên trước đó - một diễn viên tuyệt vời - anh ấy đã là một người đàn ông. Vậy nên tôi cần phải tìm ra cậu bé ấy và đó là thay đổi chính. Sau đó, tất cả các thứ khác, tất cả các nhân vật khác hỗ trợ cho câu chuyện được thêm vào, loại bỏ, thay đổi và phát triển và qua đó, một số diễn viên cũng thay đổi." Khía cạnh nông nghiệp trước đó vẫn được giữ lại và Arlo có thêm một người chị tên Libby.

## Âm nhạc
Nhạc nền của bộ phim được sáng tác bởi Mychael Danna cùng anh trai Jeff Danna. Đây là bộ phim đầu tiên của Pixar có hai nhà soạn nhạc. Mychael được lựa chọn bởi Sohn và Ream nhờ phần nhạc nền mà ông đã sáng tác cho Life of Pi, từng giúp ông giành giải Oscar trước đó. Do có quá nhiều công việc, Mychael đã mời anh trai là Jeff cùng tham gia sáng tác.

## Phát hành
The Good Dinosaur sẽ được phát hành tại rạp vào ngày 25 tháng 11 năm 2015. Trước khi bị dời lịch công chiếu từ 2014 sang 2015, phim ngắn Party Central làm từ phim Lò đào tạo quái vật đã được dự định chiếu cùng với bộ phim. Tuy nhiên, phim ngắn này sau đó đã được phát hành cùng với bộ phim Muppets Most Wanted. Vào 28 tháng 4 năm 2015, thông tin được tiết lộ cho biết The Good Dinosaur sẽ được chiếu cùng với một phim ngắn mới của Pixar có tên là Sanjay's Super Team, đạo diễn bởi Sanjay Patel. Trailer ngắn của phim được ra mắt vào ngày 2 tháng 6 năm 2015.